# Foreningen for Samtidig Kunst
Foreningen for Samtidig Kunst (forkortet FFS) er en forening, som arbejder for at fremme samtidig kunst. Foreningen blev stiftet den 20. april 2015.
FFS har som de første i juli 2015 kurateret udstillingen Aarhus fArtspace, som er en årligt tilbagevendende udstilling for ægte transformativ kunst, hvor der præsenteres en ny kunstner i udstillingen hver dag.
I 2020 tog udstillingskonceptet temaet "Dick pics" op som et dada-feministisk undersøgelse af den partriarkalske undertrykkelse på den samtidige kunstscene. Dokumentation af udstillingen er samlet i bogen "Et Par Ecco Returneres" (2020).